# Euchromius ocellea
Euchromius ocellea — вид лускокрилих комах родини вогнівок-трав'янок (Crambidae).

## Поширення
Вид поширений в тропічних і субтропічних регіонах Африки та Азії, але влітку мігрує в Європу. Трапляється в Україні.

## Опис
Розмах крил становить 16-27 мм. Основний колір передніх крил кремово-білий, густо просочений вохряними і темно-коричневими лусочками. Задня область іноді має жовтувату пляму. Задні крила від кремово-білого до сіро-коричневого кольору.

## Спосіб життя
На півдні Африки молі літають з жовтня по квітень. На сході Африки існує два періоди польоту з листопада по лютий і знову з червня по липень. На заході Африки період польоту коливається від листопада до березня. Личинки живляться листям кукурудзи та сорго.